# Ehalkivi

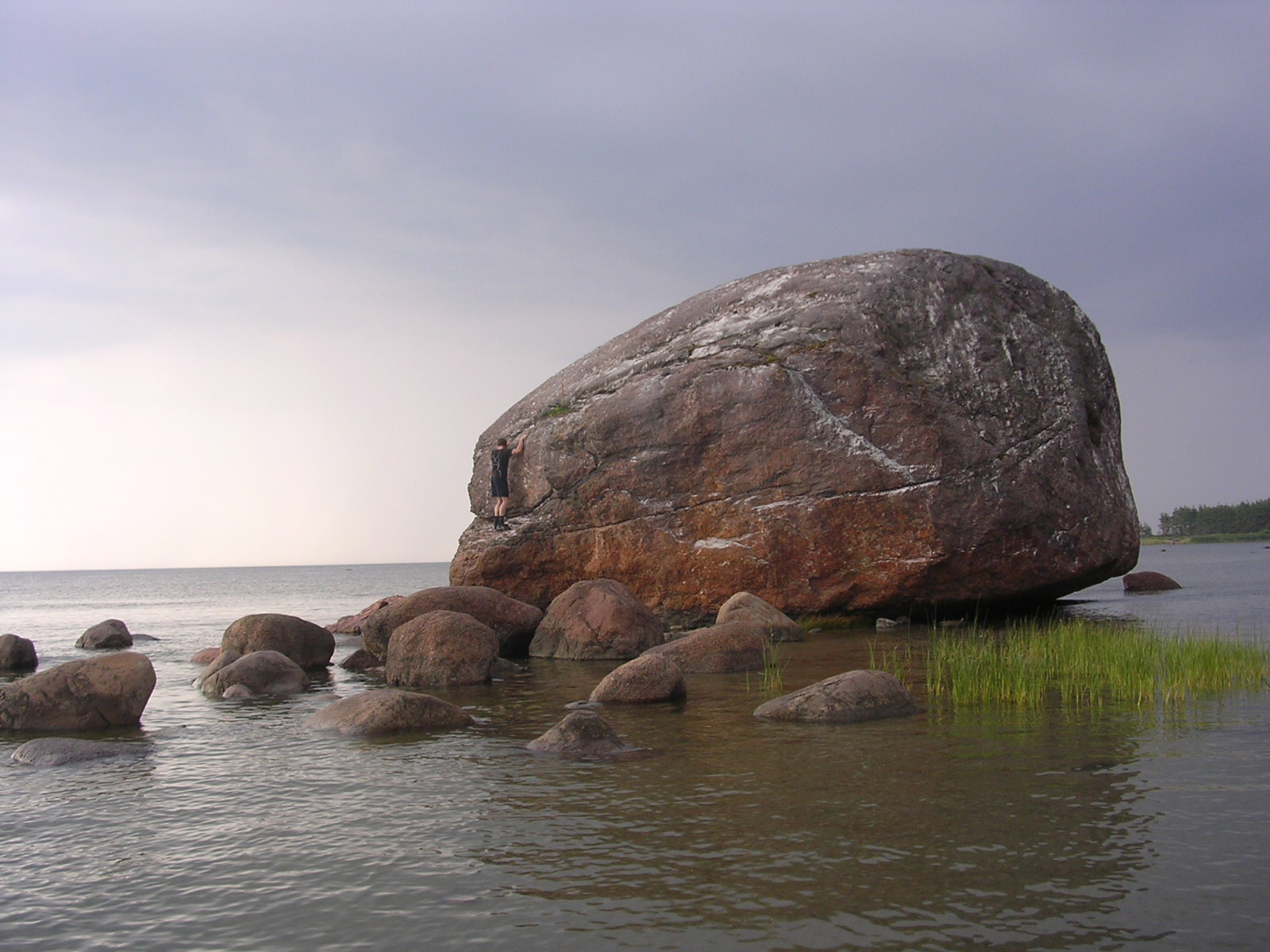
Ehalkivi

De Ehalkivi is de grootste zwerfsteen in Estland en de grootste uit de ijstijd daterende zwerfsteen op het Europese vasteland. 
Hij bevindt zich bij Kaap Letipea op de zuidkust van de Finse Golf op het grondgebied van de gemeente Viru-Nigula.
Hij bestaat uit pegmatiet. Met zijn hoogte van 7,6 m, omtrek van 49,6 m en een volume van 930 m³ was hij eeuwenlang een herkenningspunt voor de zeevaart.